# Actinochaetopteryx nudibasis
Actinochaetopteryx nudibasis là một loài ruồi trong họ Tachinidae.